# Droga magistralna M1 (Rosja)
Droga magistralna M-1 «Białoruś» (ros. Федеральная автомобильная дорога M-1 «Беларусь»), nazywana czasem Szosą Mińską, Minką, Olimpijką (ros. Минское шоссе, Минка, Олимпийка) – trasa szybkiego ruchu znaczenia federalnego na terenie Rosji. Droga jest częścią trasy europejskiej E30, trasy azjatyckiej AH6 i stanowi ważne połączenie drogowe stolicy Rosji, Moskwy z zachodnią częścią Europy. Magistrala M-1 biegnie od przejścia granicznego Redźki – Krasnaja Gorka na granicy białorusko-rosyjskiej w kierunku Moskwy.

## Miejscowości według kilometrażu
Obwód moskiewski:
- 0 km — Moskwa (MKAD);
- 4 km — Odincowo;
- 52 km — Kubinka;
- 98 km — Możajsk.

Obwód smoleński:
- 172 km — Gagarin;
- 227 km — Wiaźma;
- 297 km — Safonowo;
- 334 km — Jarcewo;

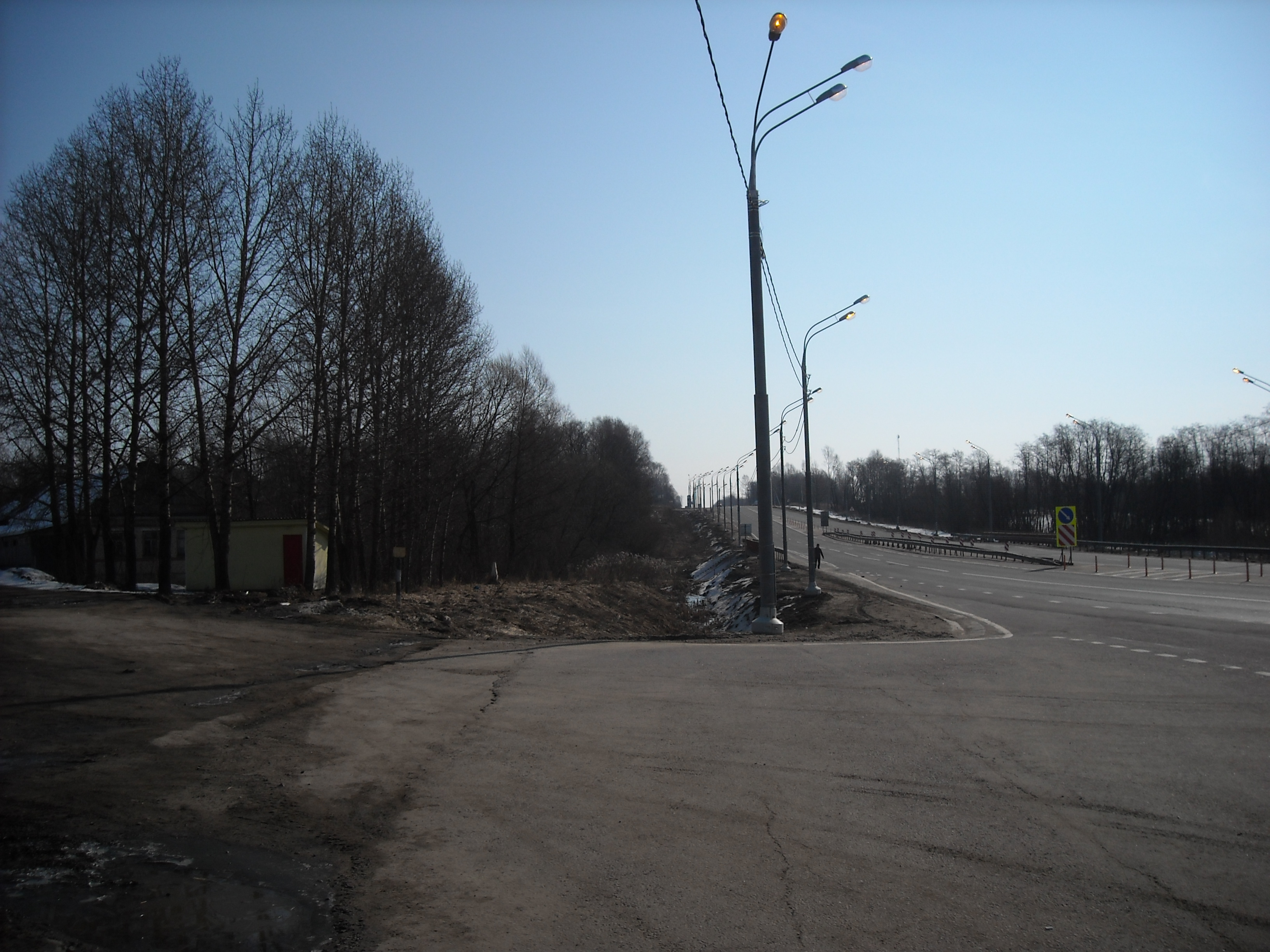
Droga w Malcewie (rejon gagariński, obwód smoleński)

- 440 km — Krasnaja Gorka – przejście graniczne na granicy z Białorusią, dostępne jedynie dla obywateli Białorusi i Rosji[1][2]; kontynuacja jako M1.